# Cameron Esposito
Cameron Esposito, född 17 oktober 1981 i Chicago, är en amerikansk skådespelare.
Esposito har bland annat medverkat i TV-serierna Bara björnar (2016-2017) och A Million Little Things (2022-2023). Hon har även medverkat i filmen Mother's Day från 2016

## Filmografi (i urval)
- 2016 – Mother's Day
- 2016–2017 – Bara björnar (TV-serie)
- 2022–2023 – A Million Little Things (TV-serie)